# Belye noči počtal'ona Alekseja Trjapicyna
Belye noči počtal'ona Alekseja Trjapicyna (in russo Белые ночи почтальона Алексея Тряпицына?, lett. "Le notti bianche del postino Aleksej Trjapicyn") è un film del 2014 diretto da Andrej Končalovskij.
Il film è stato presentato in concorso alla 71ª Mostra internazionale d'arte cinematografica di Venezia, dove ha vinto il Leone d'argento per la regia.

## Trama
In uno sperduto villaggio russo sul lago Kenozero, nell'oblast' di Arcangelo, la comunità locale è composta da pochi abitanti, che possono raggiungere il resto del mondo solo attraversando il lago in barca; il postino Lëcha è l'unico collegamento con il mondo esterno.

## Distribuzione

### Data di uscita
Le date di uscita internazionali nel corso del 2014-2015 sono state:
- 16 ottobre in Francia (Les nuits blanches du facteur);
- 19 ottobre in Russia;
- 24 ottobre in Brasile;
- 29 ottobre in Giappone;
- 7 novembre in Danimarca;
- 14 novembre in Estonia e Macedonia;
- 15 novembre in Portogallo;
- 24 novembre in Polonia (Biale noce listonosza Aleksieja Triapicyna);
- 25 gennaio 2015 in Svezia;
- 2 marzo in Serbia (Bele noći poštara Alekseja Trjapicina);
- 26 marzo a Hong Kong;
- 4 aprile in Turchia;
- 12 aprile a Taiwan;
- 21 aprile in Cina;
- 23 aprile in Argentina;
- 25 aprile in Messico;
- 26 aprile in Germania e negli Stati Uniti;
- 9 maggio in Polonia;
- 4 giugno in Australia;
- 8 giugno in Slovenia;
- 3 luglio in Repubblica Ceca;
- 11 luglio in Ucraina;
- 21 luglio in Nuova Zelanda.

## Riconoscimenti
- 2014 - Mostra internazionale d'arte cinematografica[1]
  - Leone d'argento - Premio speciale per la regia ad Andrej Končalovskij
  - Green Drop Award
  - In concorso per il Leone d'oro